# Dario Đumić
Dario Dumić (Sarajevo, 30 januari 1992) is een Deens-Bosnisch profvoetballer die doorgaans als centrale verdediger speelt. Dumić is Bosnisch international. 

## Clubcarrière

### Norwich City
Dumić begon bij Himmelev-Veddelev BK en speelde verder in de jeugd bij Hvidovre IF en het Engelse Norwich City FC. In juni 2009 tekende hij een eenjarig contract en op 10 november 2009 debuteerde hij in het eerste team als invaller na 57 minuten voor Jon Otsemobor in het duel om de Johnstone's Paint Trophy bij Swindon Town FC.

### Brøndby IF
In januari 2010 ging hij naar Brøndby IF. Daar debuteerde hij op 23 juli 2011 in het eerste team in de uitwedstrijd tegen Silkeborg IF als invaller na 90 minuten voor Mike Jensen. Hij kwam bij Brøndby uiteindelijk tot 106 wedstrijden, waarin hij drie keer scoorde.

### N.E.C.
Op 19 januari 2016 maakte N.E.C. bekend dat het Dumić voor een half jaar huurt. Op 22 januari 2016 maakte Dumic zijn debuut voor N.E.C. in het uitduel met FC Groningen. Binnen een maand, op 12 februari 2016, maakte N.E.C. bekend dat het Dumić aansluitend tot de zomer van 2019 had vastgelegd, met een optie voor nog een seizoen. In de Gelderse derby tegen Vitesse op 3 maart 2016 scoorde Dumić zijn eerste goal voor N.E.C, dat die wedstrijd met 2-1 won.
In zijn eerste volledige seizoen bij N.E.C. was Dumic nog altijd onbetwist basisspeler. Bovendien begon hij ook meer te scoren, tegen SC Heerenveen, opnieuw Vitesse, FC Twente en Excelsior. Op 28 mei 2017 degradeerde Dumić met N.E.C. naar de Eerste divisie.

### FC Utrecht
Op 10 juli 2017 werd bekend dat Dumić zijn carrière zal vervolgen bij FC Utrecht. Hij was in zijn eerste seizoen geen basisspeler, maar kwam maar tot 18 wedstrijden. Ook speelde hij drie wedstrijden in de Jupiler League voor Jong FC Utrecht. Op 5 juni 2018 werd bekend dat Dumić voor één seizoen verhuurd zou worden aan Dynamo Dresden, dat uitkomt in de 2. Bundesliga. In het seizoen 2019/20 speelt hij op huurbasis op hetzelfde niveau voor SV Darmstadt 98.

### FC Twente
Op 2 september 2020 werd bekend dat Dumic een 2-jarig contract tekent bij FC Twente met optie voor nog één seizoen.

### SV Sandhausen
Tussen 2021 en 2023 speelde hij voor  SV Sandhausen in de 2. Bundesliga. Medio 2023 ging hij naar het Spaanse CD Eldense uitkomend in de Segunda División.

## Clubstatistieken
| Seizoen | Club             | Competitie     | Competitie | Competitie | Beker | Beker | Internationaal | Internationaal | Overig | Overig | Totaal | Totaal |
| Seizoen | Club             | Competitie     | Wed.       | Dlp.       | Wed.  | Dlp.  | Wed.           | Dlp.           | Wed.   | Dlp.   | Wed.   | Dlp.   |
| ------- | ---------------- | -------------- | ---------- | ---------- | ----- | ----- | -------------- | -------------- | ------ | ------ | ------ | ------ |
| 2009/10 | Norwich City     | League One     | 0          | 0          | 1     | 0     | 0              | 0              | 0      | 0      | 1      | 0      |
| 2010/11 | Brøndby IF       | Superligaen    | 0          | 0          | 0     | 0     | 0              | 0              | 0      | 0      | 0      | 0      |
| 2011/12 | Brøndby IF       | Superligaen    | 14         | 1          | 0     | 0     | 0              | 0              | 0      | 0      | 14     | 1      |
| 2012/13 | Brøndby IF       | Superligaen    | 21         | 1          | 3     | 1     | 0              | 0              | 0      | 0      | 24     | 2      |
| 2013/14 | Brøndby IF       | Superligaen    | 24         | 0          | 1     | 0     | 0              | 0              | 0      | 0      | 25     | 0      |
| 2014/15 | Brøndby IF       | Superligaen    | 26         | 0          | 2     | 0     | 1              | 0              | 0      | 0      | 29     | 0      |
| 2015/16 | Brøndby IF       | Superligaen    | 7          | 0          | 1     | 0     | 6              | 0              | 0      | 0      | 14     | 0      |
| 2015/16 | N.E.C.           | Eredivisie     | 16         | 1          | 0     | 0     | 0              | 0              | 0      | 0      | 16     | 1      |
| 2016/17 | N.E.C.           | Eredivisie     | 34         | 4          | 1     | 0     | 0              | 0              | 4      | 0      | 39     | 4      |
| 2017/18 | FC Utrecht       | Eredivisie     | 13         | 0          | 2     | 0     | 1              | 0              | 2      | 0      | 18     | 0      |
| 2017/18 | Jong FC Utrecht  | Eerste divisie | 3          | 0          | 0     | 0     | 0              | 0              | 0      | 0      | 3      | 0      |
| 2018/19 | → Dynamo Dresden | 2. Bundesliga  | 25         | 1          | 1     | 0     | 0              | 0              | 0      | 0      | 26     | 1      |
| 2019/20 | → SV Darmstadt   | 2. Bundesliga  | 33         | 4          | 2     | 0     | 0              | 0              | 0      | 0      | 35     | 4      |
| 2020/21 | FC Twente        | Eredivisie     | 24         | 2          | 1     | 0     | 0              | 0              | 0      | 0      | 25     | 2      |
| 2021/22 | FC Twente        | Eredivisie     | 4          | 0          | 0     | 0     | 0              | 0              | 0      | 0      | 4      | 0      |
| 2021/22 | SV Sandhausen    | 2. Bundesliga  | 16         | 2          | 0     | 0     | 0              | 0              | 0      | 0      | 16     | 2      |
| 2022/23 | SV Sandhausen    | 2. Bundesliga  | 29         | 3          | 3     | 0     | 0              | 0              | 0      | 0      | 32     | 3      |
| 2023/24 | CD Eldense       | La Liga 2      | 22         | 2          | 2     | 0     | 0              | 0              | 0      | 0      | 24     | 2      |
| Totaal  | Totaal           | Totaal         | 311        | 21         | 20    | 1     | 8              | 0              | 6      | 0      | 345    | 22     |

Bijgewerkt t/m 30 december 2023.

## Internationaal
Op 16 maart 2017 werd Dumić door bondscoach Mehmed Bazdarevic opgenomen in de definitieve selectie van Bosnië Herzegovina. Het was voor Dumić de eerste keer dat hij werd opgeroepen voor Bosnië. Op 28 maart maakte hij zijn debuut in de oefeninterland tegen Albanië. Bosnië won met 1-2 en Dumić speelde de volle negentig minuten.
Hij speelde eerder voor Denemarken onder 17 tot en met onder 20.
| Interlands van Dario Dumić voor Bosnië en Herzegovina | Interlands van Dario Dumić voor Bosnië en Herzegovina | Interlands van Dario Dumić voor Bosnië en Herzegovina | Interlands van Dario Dumić voor Bosnië en Herzegovina | Interlands van Dario Dumić voor Bosnië en Herzegovina | Interlands van Dario Dumić voor Bosnië en Herzegovina |
| №                                                     | Datum                                                 | Wedstrijd                                             | Uitslag                                               | Soort Wedstrijd                                       | Doelpunten                                            |
| Als speler bij N.E.C.                                 | Als speler bij N.E.C.                                 | Als speler bij N.E.C.                                 | Als speler bij N.E.C.                                 | Als speler bij N.E.C.                                 | Als speler bij N.E.C.                                 |
| ----------------------------------------------------- | ----------------------------------------------------- | ----------------------------------------------------- | ----------------------------------------------------- | ----------------------------------------------------- | ----------------------------------------------------- |
| 1.                                                    | 28 maart 2017                                         | Albanië - Bosnië en Herzegovina                       | 0 – 2                                                 | Vriendschappelijk                                     |                                                       |
| 2.                                                    | 9 juni 2017                                           | Bosnië en Herzegovina - Griekenland                   | 0 – 0                                                 | WK-kwalificatie                                       |                                                       |
| Als speler bij FC Utrecht                             |                                                       |                                                       |                                                       |                                                       |                                                       |
| 3.                                                    | 3 september 2017                                      | Gibraltar - Bosnië en Herzegovina                     | 0 – 4                                                 | WK-kwalificatie                                       |                                                       |
| 4.                                                    | 7 oktober 2017                                        | Bosnië en Herzegovina - België                        | 3 – 4                                                 | WK-kwalificatie                                       | 82'                                                   |
| 5.                                                    | 10 oktober 2017                                       | Albanië - Bosnië en Herzegovina                       | 1 – 2                                                 | WK-kwalificatie                                       |                                                       |

## Persoonlijk
Dumić heeft een Deens paspoort maar heeft Bosnische ouders. Toen hij drie maanden oud was, verhuisde zijn familie net voor het begin van de Bosnische oorlog naar Denemarken. Zijn oorspronkelijke familienaam is Đumić maar bij de registratie in Denemarken werd dat als Dumić ingevoerd. Per augustus 2016 kan hij ook uitkomen voor het Bosnisch voetbalelftal.